# John Martin (Kansas)
John Alexander Martin, född 10 mars 1839 i Brownsville, Pennsylvania, död 2 oktober 1889 i Atchison, Kansas, var en amerikansk republikansk politiker. Han var Kansas guvernör 1885–1889.
Martin deltog i amerikanska inbördeskriget som överstelöjtnant i nordstaternas armé. Som borgmästare i Atchison tjänstgjorde han 1865 och 1878–1880.
Martin efterträdde 1885 George Washington Glick som Kansas guvernör och efterträddes i januari 1889 av Lyman U. Humphrey. Martin avled senare samma år och gravsattes på Mount Vernon Cemetery i Atchison.